# Liquiñe
Liquiñe est bourgade de la  ville de Panguipulli (en mapudungún colline du puma), une commune du Chili de la province de Valdivia rattachée à la Région des Fleuves dans le sud du pays. Elle est connue pour la beauté de son cadre naturel. Elle est située sur la rive occidentale du lac Panguipulli, dans la vallée de la Liquiñe.

## Géographie
Liquiñe se trouve au sud du Chili au nord-ouest de la Région des Fleuves dont la partie occidentale fait partie de la Vallée Centrale. Néanmoins la majeure partie du territoire de Panguipulli se trouve dans la Cordillère des Andes. La ville se trouve à 705 kilomètres à vol d'oiseau au sud de la capitale Santiago et à 60 kilomètres a) l'est de Valdivia capitale de la Région des Fleuves.

### Géologie
Géologiquement, elle se situe à l'extrémité nord de la Faille Liquiñe-Ofqui. La route vers le col du Carirriñe passe par Liquiñe, permettant ainsi le transit vers et depuis Junín de los Andes en Argentine. Cependant, ce col n'est ouvert que pendant les mois d'été de janvier et février.

### Hydrographie
On y trouve 7 lacs: le lac Calafquén (121 km), le lac Pullinque, le lac Pellaifa, le lac Neltume, le lac Riñihue (78 km), le lac Pirihueico (30 km) et le lac Panguipulli (116 km) formés par les moraines d'anciens glaciers ainsi que quatre volcans: le Villarrica 2 847 m, le  Quetrupillán 2 360 m), le Lanín 3 747 m) et le Mocho-Choshuenco 2 422 m dont deux sur sa bordure orientale qui marquent la frontière avec l'Argentine.

## Gestion forestière
Le complexe forestier de Panguipulli était une société de bois qui appartenait à l'État qui gérait plus de 3 600 ha  dans les régions de Panguipulli, Neltume, Liquiñe et Chihuío, elle comptait plus de 2 000 employés. Le complexe forestier et forestier de Panguipulli s'étendait entre Baños de Chihuío au sud et Liquiñe au nord, à environ 150 km à l'est de Valdivia. Il est venu pour avoir 360 mille hectares. Il était composé de 22 propriétés expropriées par le gouvernement d' unité populaire, sous l'administration du Président Salvador Allende, en 1971.

## Thermalisme
La région autour du site abrite la plus dense collection de sources thermales d' Amérique du Sud. Il existe une centaine de sites où les eaux géothermiques sont réputées pour être riches en Oligo-éléments, en silicates, en calcium et en lithium, elles contiennent, en outre du fer, du potassium, du sodium, du silicium, du soufre, ainsi que d'autres sels minéraux. L'eau émerge du sol à une température d'environ 80 °C, elle doit être refroidie avant d'être introduite dans les piscines destinées à la baignade des curistes. Les sources chaudes de Liquiñe sont dotées d'eau minérale dont le chauffage est géothermique. Bien que bénéfiques dans les cas précités, les eaux de Liquiñe sont utilisées pour soulager les personnes atteintes de troubles cardiovasculaires et de maladies rhumatismales. Elles sont efficaces pour traiter les problèmes de la peau, et les maladies des bronches en regroupent toutes les maladies inflammatoires, infectieuses des mucosités et de la paroi des bronches. Elles aident également à réguler les fonctions gastro-intestinales, et gynécologiques.